# JR貨物30C形コンテナ
JR貨物30C形コンテナ（JRかもつ30Cがたコンテナ）は、日本貨物鉄道（JR貨物）が製造した20 ft有蓋コンテナである。全個体東急車輛大阪製作所。

## 構造
両側側扉・片側妻扉の三方開きであり、内容積30 m3、最大積載量は8.8 t。
外観は30B形と同様のフロンティアレッド一色塗りである。側面には『隅田川→大阪（タ）・梅田・百済→札幌（タ）→苫小牧』なる限定された運用区間表記があり、『環境に優しい鉄道コンテナ』のステッカーも貼ってある。
『隅田川→大阪（タ）・梅田・百済→札幌（タ）→苫小牧』専用の運用表記があるが、この区間以外で使用されているものもある。

## 現状
2024年（令和6年）12月5日現在、61個使用されている。
2020年（令和2年）以降、私有コンテナの台頭や、老朽化とアスベスト含有のため、常備駅のない個体から順に売却不可、解体処分が進められている。